# Нив, Гай
Гай Нив (ивр. גיא ניב‎); (род. 8 марта 1994, Мисгав, Израиль) — израильский профессиональный шоссейный велогонщик, выступающий  за команду мирового тура «Israel Start-Up Nation». Чемпион Израиля по шоссейному велоспорту в индивидуальной гонке (2019).

## Достижения
2019
1-й  Чемпион Израиля — Индивидуальная гонка
3-й  Чемпионат Израиля — Групповая гонка
6-й Тур Тайваня — Генеральная классификация
6-й GP Beiras e Serra da Estrela — Генеральная классификация

## Статистика выступлений

### Гранд-туры
| Гранд-тур       | 2018 | 2019 |
| --------------- | ---- | ---- |
| Джиро д’Италия  | НФ   | 113  |
| Тур де Франс    | —    | —    |
| Вуэльта Испании | —    | —    |

| —  | Не участвовал  |
| НФ | Не финишировал |